# Dansk Autohjælp Holding
Dansk Autohjælp Holding A/S er en dansk virksomhed, der beskæftiger sig med forskellige former for vejhjælp, sygetransport, vægter- og skaforservice. Holdningselskabet ejes af aktionærerene (75 %) og Dansk Autohjælp Fonden (25 %).
Virksomheden består af en række datterselskaber:

## Dansk Autohjælp A/S
Autohjælpsdelen blev stiftet i 1989 og fungerer gennem aftaler med lokale vognmænd på franchisebasis, der så får lov til at anvende Dansk Autohjælps navn og logo. Denne konstruktion er stik modsat deres største konkurrent Falck, der kun har ret få aftaler med lokale vognmænd, men selv ejer og driver køretøjerne.
Virksomheden ejes 100 % af moderselskabet.

### FDM Vejhjælp A/S
I 2007 indgik FDM og Dansk Autohjælp et samarbejde om at stifte FDM Vejhjælp, der tilbyder sine services til foreningens medlemmer. Herudover har de indgået aftaler med en række bilimportører om mobilitetsservice.
Den ene halvdel af aktierne ejes af FDM og den anden halvdel ejes af Dansk Autohjælp.

## Dansk Sygetransport A/S
Sygetransportdelen udføres gennem selskabet Dansk Sygetransport, der har base i Glostrup og udfører kørsel på foranledning af en række forsikringsselskaber, virksomheder og privathospitaler. Således har man endnu ikke nogen kontrakter med regionerne om kørsel, hvilket så også betyder, at man normalt ikke udfører akut ambulancekørsel, men kun liggende og siddende sygetransporter.
Virksomheden ejes i fællesskab af moderselskabet (51 %) og Topdanmark Forsikring (49 %)

## SikkerhedsPartner A/S
Sikrings-, vægter- og skafordelen udføres i praksis gennem en række partnerskaber med hhv. Dansikring, Dansk Brandteknik og Skadeservice Danmark, der hver ejer 25 %. Autohjælp og sygetransport indgår så ligeledes i et partnerskab, så man kan formidle flere services til hinandens kunder.